# Abraham Jacobi

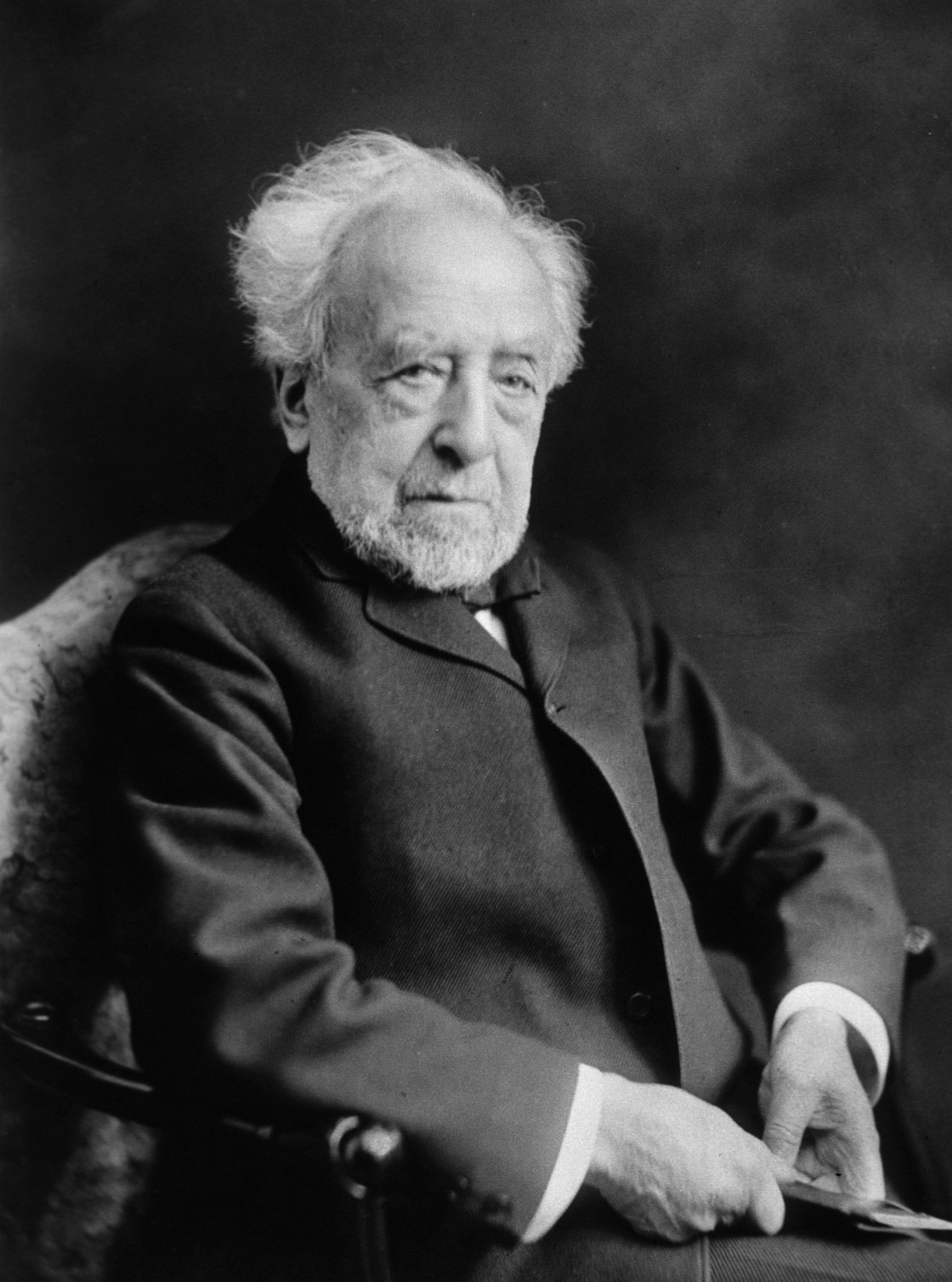
Abraham Jacobi, 1919

Abraham Jacobi (Hartum, 6 mei 1830 - 10 juli 1919) was een Duits-Amerikaans arts die de vader van de Amerikaanse pediatrie (kindergeneeskunde) wordt genoemd.
Jacobi werd in Hartum (sinds 1973 een deelgemeente van Hille) geboren. Hij studeerde aan de Universiteit van Bonn in 1851 af als arts. Kort na zijn studie sloot hij zich aan bij de Revolutionaire Beweging in Duitsland. In het jaar van zijn afstuderen werd hij beschuldigd van landverraad omdat hij lid zou zijn van de Bond der Communisten en werd hij gevangengezet. In 1853 werd hij vrijgesproken in het Keulse Communistenproces en vluchtte hij nog datzelfde jaar via Groot-Brittannië naar de Verenigde Staten. In 1861 werd hij professor in de kindergeneeskunde te New York. Hij heeft vele artikelen geschreven en onderzoek gedaan, onder andere naar difterie, dysenterie en kindervoeding.
Zijn vrouw Mary Putman, geboren in 1842 in Londen, was de eerste vrouw die in Parijs afstudeerde als arts. Zij is uiteindelijk professor in New York geworden. Ze trouwden in 1873 en kregen drie kinderen. Twee van hen kregen in 1883 difterie, mogelijk door hun vader meegebracht uit het ziekenhuis. Het dochtertje genas maar het zoontje overleed.
Jacobi stierf op 10 juli 1919 in zijn zomerverblijf in Brooklyn, New York.